# I liga urugwajska w piłce nożnej (1987)
- Mistrz Urugwaju 1987: Defensor Sporting
- Wicemistrz Urugwaju 1987: Club Nacional de Football
- Copa Libertadores 1988:  Club Nacional de Football, Montevideo Wanderers
- Spadek do drugiej ligi: Rampla Juniors (po przegranym barażu)
- Awans z drugiej ligi: Liverpool Montevideo

Mistrzostwa Urugwaju w roku 1987 były mistrzostwami rozgrywanymi według systemu, w którym wszystkie kluby rozgrywały ze sobą mecze każdy z każdym u siebie i na wyjeździe, a o tytule mistrza i dalszej kolejności decydowała końcowa tabela. Miejsce w końcowej tabeli mistrzostw nie decydowało o prawie gry w międzynarodowych pucharach – o tym zadecydował oddzielny turniej zwany Liguilla Pre-Libertadores, rozegrany na koniec sezonu. Najlepszy klub w tym turnieju uzyskał prawo gry w Copa Libertadores 1988, a drugi musiał stoczyć pojedynek barażowy z mistrzem Urugwaju.

## Primera División

### Końcowa tabela sezonu 1987
| Poz | Klub                       | Mecze | Zw | Rem | Por | Pkt | BrZd | BrStr |
| --- | -------------------------- | ----- | -- | --- | --- | --- | ---- | ----- |
| 1   | Defensor Sporting          | 24    | 14 | 5   | 5   | 33  | 32   | 18    |
| 2   | Club Nacional de Football  | 24    | 13 | 4   | 7   | 30  | 40   | 23    |
| 3   | CA Bella Vista             | 24    | 11 | 6   | 7   | 28  | 35   | 25    |
| 4   | River Plate Montevideo     | 24    | 12 | 4   | 8   | 28  | 36   | 34    |
| 5   | Montevideo Wanderers       | 24    | 10 | 7   | 7   | 27  | 35   | 30    |
| 6   | Danubio FC                 | 24    | 10 | 5   | 9   | 25  | 29   | 21    |
| 7   | Progreso Montevideo        | 24    | 9  | 7   | 8   | 25  | 24   | 25    |
| 8   | CA Peñarol                 | 24    | 8  | 7   | 9   | 23  | 26   | 28    |
| 9   | CA Cerro                   | 24    | 6  | 9   | 9   | 21  | 18   | 24    |
| 10  | Central Español Montevideo | 24    | 8  | 3   | 13  | 19  | 16   | 27    |
| 11  | Miramar Miramar Misiones   | 24    | 5  | 8   | 11  | 18  | 31   | 42    |
| 12  | Huracán Buceo Montevideo   | 24    | 6  | 6   | 12  | 18  | 16   | 29    |
| 13  | Rampla Juniors             | 24    | 4  | 9   | 11  | 17  | 19   | 31    |

Baraż o utrzymanie się w pierwszej lidze.
| Mecz                                          |
| --------------------------------------------- |
| Rampla Juniors – Miramar Miramar Misiones 2:1 |
| Miramar Miramar Misiones – Rampla Juniors 1:0 |
| Rampla Juniors – Miramar Miramar Misiones 1:2 |

Do drugiej ligi spadł klub Rampla Juniors.

### Klasyfikacja strzelców bramek
| Gole | Piłkarz         | Klub              |
| ---- | --------------- | ----------------- |
| 13   | Gerardo Miranda | Defensor Sporting |